# Libanotis incana
Libanotis incana là một loài thực vật có hoa trong họ Hoa tán. Loài này được (Stephan ex Willd.) O. Fedtsch. & B. Fedtsch. mô tả khoa học đầu tiên năm 1909.